# نادي ناصر برالياس
نادي ناصر براليس هو نادي كرة قدم لبناني، يقع مقرّه في برالياس في البقاع. تأسس النادي عام 1970، وهو يلعب حاليًا في الدوري اللبناني الدرجة الثانية.

## التاريخ
تأسس النادي عام 1970 في مدينة بارالياس، وهو مكوّن من لاعبين من مخيمات اللاجئين في المدينة، ويرحّب بالسوريين والفلسطينيين خصوصًا. للنادي أنشطة خارج كرة القدم، حيث يناهض مشكلة النفايات وتلوث نهر الليطاني، وينظم نشاطات لتنظيف المدينة. أنشئ النادي أول مدرسة ثانوية في برالياس، وضمّت 50،000 تلميذ لبناني و15،000 تلميذ فلسطيني. يشارك اللاعبون في توزيع الطعام والألبسة للاجئين في المدينة. موسم 2015–16، حقق النادي لقب الدرجة الثالثة وصعد إلى الدرجة الثانية.

## المنافسات
يلعب الفريق ديربي بارالياس مع نادي النهضة، حيث يشترك الناديين نفس المدينة.